# Marie Priess
Marie Priess, geborene Drews (* 13. September 1885 in Bühnsdorf bei Bad Segeberg; † 9. Januar 1983 in Reinbek) war eine deutsche kommunistische Widerstandskämpferin gegen den Nationalsozialismus und NS-Opfer.

## Leben
Marie Drews entstammte einer Hamburger Arbeiterfamilie. Sie gehörte der SPD an und war eine entschiedene Gegnerin des vom Deutschen Kaiserreich geführten Ersten Weltkrieges. Während des Kieler Matrosenaufstands im Jahre 1918 gehörte die damals Neunzehnjährige als einzige Frau dem Arbeiter- und Soldatenrat in Kiel an. In den Jahren der Weimarer Republik trat sie in die USPD und später in die KPD ein und engagierte sich gegen den aufkommenden Nationalsozialismus.
Seit 1908 war sie mit einem Schauermann aus dem Hamburger Hafen verheiratet, der durch Kampfgas im Ersten Weltkrieg verletzt und oft arbeitsunfähig war. Priess arbeitete in der Fahrenkruger Mühle und während Krieges wurde ihr die Betriebsleitung übertragen.

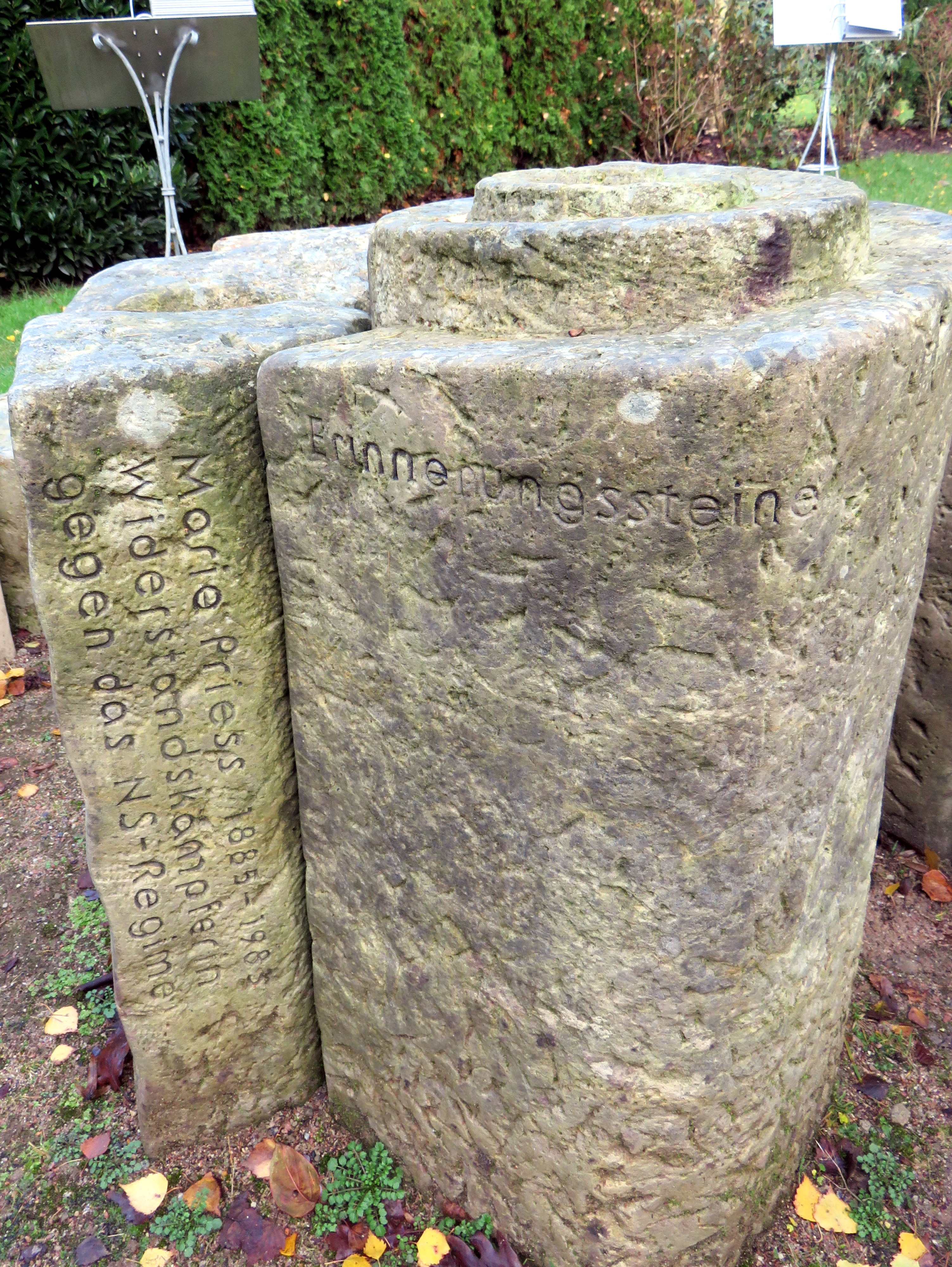
Erinnerungsstein im Garten der Frauen auf dem Friedhof Ohlsdorf

Nach der Machtübertragung an die NSDAP setzte sie ihren Widerstand gegen das NS-Regime illegal fort. Mit dem Beginn des Zweiten Weltkrieges gehörte sie zur Widerstandsgruppe Bästlein-Jacob-Abshagen, die ausländische Zwangsarbeiter unterstützte und Verfolgten Unterschlupf gewährte. Zusammen mit ihrem Sohn Heinz Priess und dem Lehrer Ernst Mittelbach half sie den im Sommer 1942 über Ostpreußen mit einem Fallschirm abgesprungenen deutschen Kommunisten Erna Eifler und Wilhelm Fellendorf, die wegen der bereits begonnenen Verhaftungswelle gegen die Berliner Gruppen der Roten Kapelle dort vergeblich eine Kontaktaufnahme versucht hatten und mit ihren Reserve-Adressen nach Hamburg gekommen waren. Sie boten ihnen für einige Zeit ein Versteck. Als die Gestapo Kenntnis davon bekam, wurden Marie und ihr Sohn im Oktober 1942 verhaftet. Durch die alliierten Luftangriffe auf Hamburg Ende Juli/Anfang August 1943 wurde das Gerichtsgefängnis so stark beschädigt, dass einige hundert Häftlinge Hafturlaub erhielten mit der Auflage, sich nach zwei Monaten wieder zu melden. Maria und Heinz Priess entschieden sich dafür, in den Untergrund zu gehen und illegal in Hamburg zu leben. Beide wurden am 19. Juni 1944 erneut festgenommen und im Oktober 1944 vom Volksgerichtshof zum Tode verurteilt. Heinz Priess wurde ins Zuchthaus Brandenburg deportiert und dort am 12. März 1945 hingerichtet.
Marie Priess wurde aufgrund zunehmender Desorganisation der Verkehrswege am Ende des Krieges nicht mehr in eine Hinrichtungsstätte transportiert und überlebte. In einem Interview mit Gerda Zorn sagt Priess dazu: „Wieso ich überlebte - ich weiß es nicht. Ich wurde so oft verlegt, bis ich befreit wurde von unseren Feinden, die ja unsere Freunde waren - unsere Befreier. Was für ein Tag!“ Marie Priess starb 1983.
Ein Erinnerungsstein für Marie Priess steht im Garten der Frauen auf dem Ohlsdorfer Friedhof Hamburg.